# Fratercula
Genre
Le genre Fratercula regroupe trois espèces d'oiseaux de mer qui, avec la quatrième espèce de la tribu des Fraterculini, sont connues en français sous le nom de « macareux ».
Les espèces du genre Fratercula sont désignées, en anglais, par le terme de « puffin », qui ne correspond pas au sens du mot français puffin, ce qui peut engendrer une certaine confusion. En effet, les oiseaux désignés en français par puffin, comme le puffin à lunettes, le puffin des Anglais ou encore le puffin à pieds roses, sont des oiseaux marins pélagiques de la famille des Procellariidae et ne sont donc pas des macareux.
Les macareux sont des oiseaux trapus, à ailes courtes et à queue courte, avec les parties supérieures noires et les parties inférieures blanches ou gris brunâtre. La tête est noire, le visage est principalement blanc et les pieds sont rouge orangé. Le bec apparaît large et coloré pendant la saison de reproduction. La partie extérieure colorée du bec est perdue après la saison de reproduction, révélant un vrai bec plus petit et plus terne dessous. Bien que les macareux soient vocaux dans leurs colonies de reproduction, ils sont silencieux en mer.
Leurs ailes courtes sont adaptées à la nage avec une technique de vol sous l'eau. Dans les airs, ils battent rapidement des ailes (jusqu'à 400 fois par minute) en vol rapide. Ils volent relativement haut au-dessus de l'eau, généralement à 10 m (33 pi) par rapport aux 1,6 m (5,2 pi) d'autres pingouins.
Une diminution importante du nombre de macareux dans les îles Shetland inquiète les scientifiques.

## Alimentation
Comme beaucoup de pingouins, les macareux mangent du poisson et du zooplancton, mais nourrissent leurs poussins principalement avec de petits poissons marins plusieurs fois par jour. Les espèces de proies du macareux comprennent le lançon, le hareng et le capelan,.
Les macareux se distinguent par leur capacité à contenir plusieurs (parfois plus d'une douzaine) de petits poissons à la fois, de manière croisée dans leur bec, plutôt que de régurgiter des poissons avalés. Cela leur permet de faire des sorties plus longues à la recherche de nourriture, car ils peuvent revenir avec plus pour leur poussin qu'un oiseau qui ne peut transporter qu'un seul poisson à la fois. Ce phénomène est rendu possible par le mécanisme d'articulation unique de leur bec qui permet aux épines, situés sur la langue et le palais, de retenir la nourriture, ainsi que de chasser de nouvelles proies simultanément.

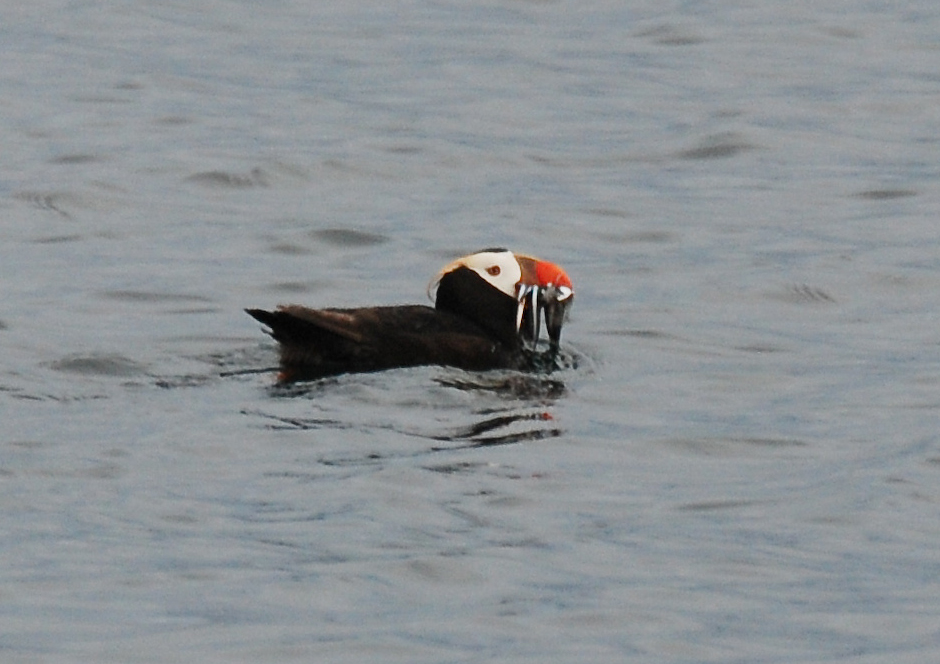
Macareux en recherche de petits poissons pour nourrir ses poussins.

## Liste des espèces & sous-espèces
D'après la classification de référence (version 14.1, 2024) de l'Union internationale des ornithologues, il y a 3 espèces du genre Fratercula (ordre philogénique) :
- Fratercula arctica (Linnaeus, 1758) – Macareux moine ;
- Fratercula corniculata (Naumann, JF, 1821) – Macareux cornu ;
- Fratercula cirrhata (Pallas, 1769) – Macareux huppé.

## Galerie

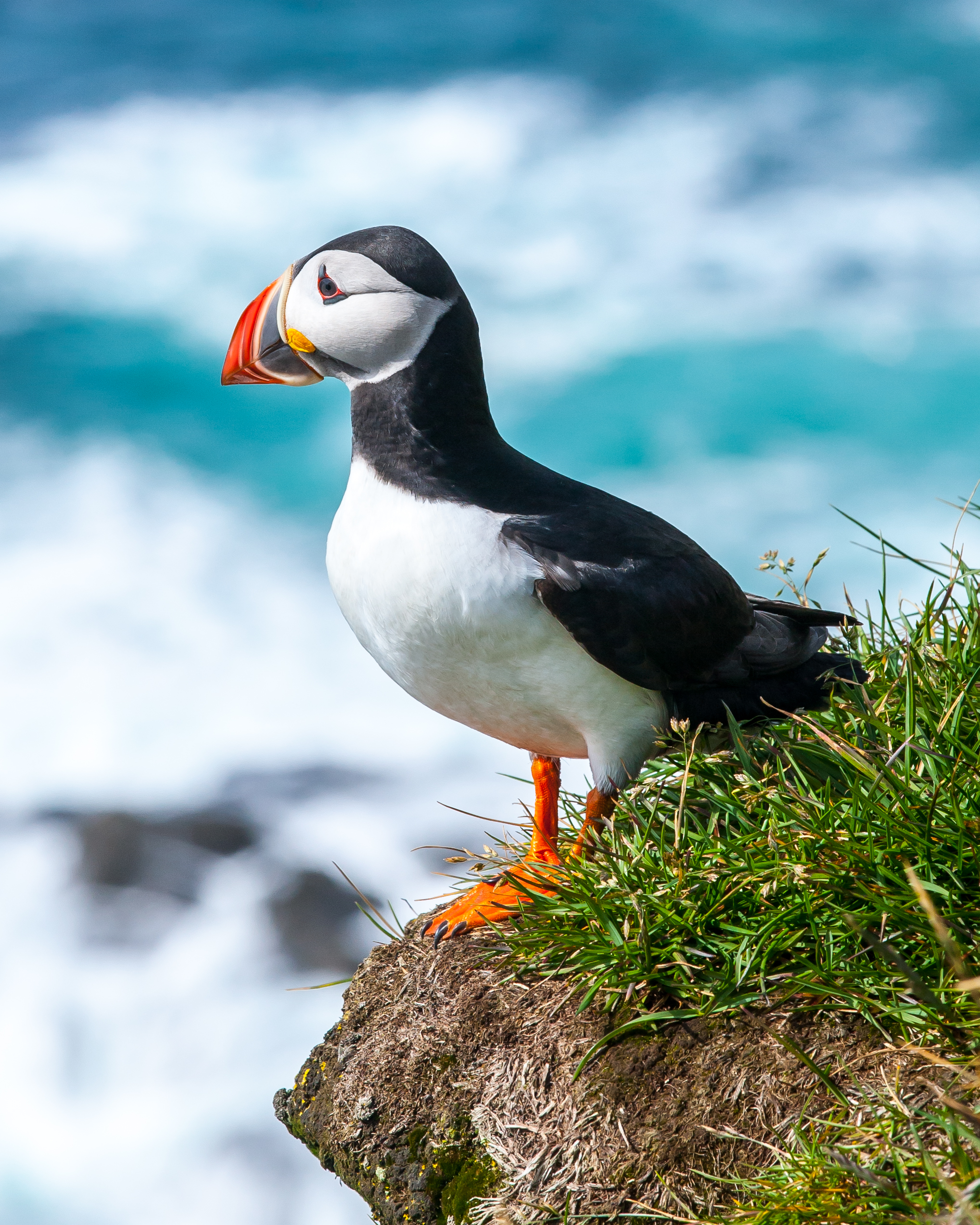
Macareux moine
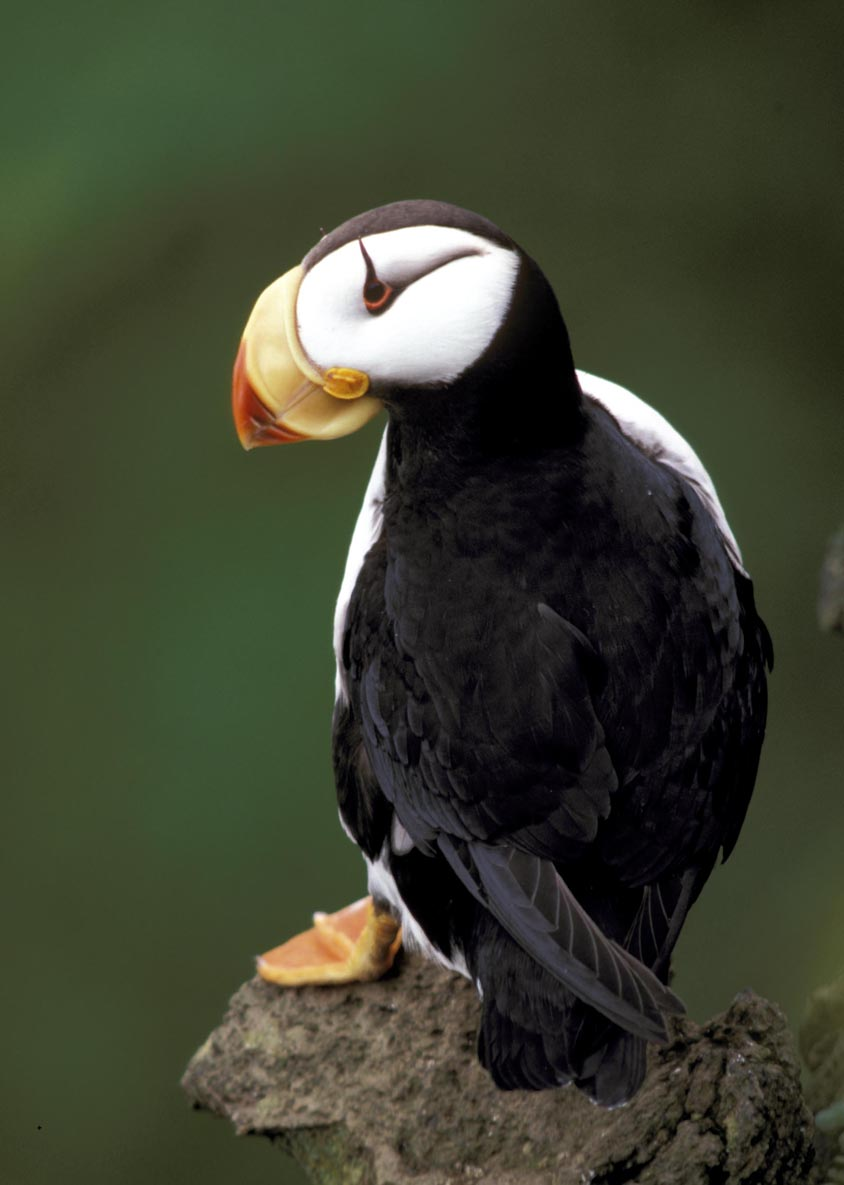
Macareux cornu
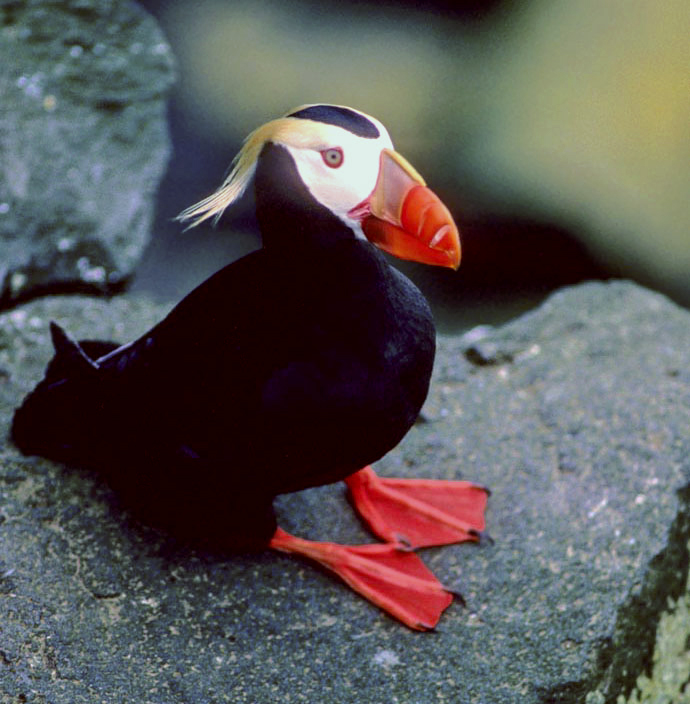
Macareux huppé